# Карпов, Георгий Иванович
Георгий Иванович Карпов (9 декабря 1890, Караваинка, Саратовская губерния — 31 марта 1947, Ашхабад) — государственный деятель Туркменской ССР; советский туркменский историк, этнограф.

## Биография
Георгий родился 9 декабря 1890 года в селе Караваинка в семье мелкого купца Ивана Михайловича Карпова с уличной кличкой Краснорядцев, который обанкротился и вынужден был класть печи, вставлять и стеклить оконные рамы. История банкротства: раздал товар односельчанам под векселя, когда пришла пора собирать долги — сжёг все векселя в печке, так как должники оказались неплатёжеспособными, у каждого за печкой куча детей мал-мала меньше (нищее Поволжье).
Учился в местной церковно-приходской школе, Камышинской гимназии (по другим данным — в 4-классном городском училище).
В 1905 г. за участие в организации революционных волнений гимназистов был отчислен из гимназии.
Работал на складах в Астрахани, к 1912 г. уехал на заработки в Туркестанский край (Фергану), где быстро освоил узбекский язык. В 1912 г. был призван на военную службу, служил при штабе 7-го Туркестанского стрелкового полка. С началом Первой мировой войны вместе со своей частью отбыл на фронт.
В 1917 г. вступил в Красную гвардию; в октябре 1917—1918 г. — квартирмейстер полкового комитета 146-го пехотного запасного полка (г. Балашов).
В 1918 г. вернулся в Караваинку, где активно боролся за установление советской власти: организовывал отряд красной гвардии, артель крестьян, артель рыбаков; был заместителем военного комиссара, заведовал отделом народного образования, был председателем Караиванского волостного комитета.
С 1920 г. работал в Царицынском уездном исполкоме: секретарь, заведующий отделом управления, заместитель председателя. В марте 1920 г. вступил в РКП(б).
В сентябре 1920 г. направлен в Ташкент, работал заведующим центральным управлением концентрационных лагерей НКВД Туркестанской АССР, в 1921—1922 г. заведовал информационно-инструкторским, затем отделом управления НКВД. С октября 1922 г. в Ашхабаде: временно исполнял должность наркома внутренних дел Туркестанской АССР; одновременно возглавлял Туркестанскую центральную комиссию по амнистии, был секретарём партийной ячейки НКВД.
В 1922—1924 гг. работал в исполкоме Туркестанской области (председатель, заместитель председателя), в 1924 г. одновременно несколько месяцев исполнял должность ответственного секретаря Центрального исполнительного комитета, заместителя наркома внутренних дел Туркестанской АССР.
С ноября 1924 по октябрь 1926 г. — заместитель наркома внутренних дел Туркменской ССР, затем по май 1929 г. — член Президиума — ответственный секретарь ЦИК Туркменской ССР, одновременно возглавлял Комиссию по улучшению быта трудящихся женщин, а также созданную им историко-краеведческую комиссию при ЦИК (с 1927 г.).
В этот период изучил туркменский язык. Был уполномоченным:
- по ликвидации казахско-иомутской вражды,
- по отселению белуджей и джемшидов от государственной границы[2][3]
- по ликвидации басмаческих банд в Тедженском уезде
- по проведению земельно-водной реформы,
- по реэмиграции туркмен из Афганистана;

руководил группой по экономическому обследованию сельских районов Туркменской ССР, возглавлял комиссию по административно-территориальному районированию Туркменской ССР.
В 1927 инициировал создание первого в Туркмении научно-исследовательского учреждения — Института туркменской культуры (Туркменкульт) — и руководил им до 1932 г. В 1928—1929 гг. был также редактором журнала «Туркменоведение». В сентябре 1932 г., после ликвидации Туркменкульта, подвергнутого жёсткой критике за несоответствие новой партийной линии, уехал в г. Байрам-Али, где работал доцентом кафедры общественно-политических наук, с 5 мая 1933 г. — директором Туркменского агрохлопкового института.
В 1934 получил возможность вернуться в Ашхабад на должность директора Туркменского государственного НИИ (бывший Туркменкульт), в 1935 преобразованного в Институт истории. С 9 августа 1937 г. — секретарь ЦИК Туркменской ССР.
22 марта 1938 г. был арестован «за сотрудничество с иностранной разведкой». Провёл 9 месяцев в заключении, где ему выбили один глаз. Освобождён 22 декабря 1938 г. по «разнарядке», после смены руководства НКВД СССР. Ушёл в тюрьму с красивой каштановой шевелюрой, а возвратился весь седой. Был восстановлен в должности директора Института истории, руководил им до 1941 г., когда был снят «за проникновение в коллектив института псевдоучёных». В 1941—1944 гг. — заместитель председателя Президиума созданного Туркменского филиала АН СССР. С апреля 1944 г. до конца жизни — заведующий отделом истории Института истории, языка и литературы.
Умер от рака пищевода.

### Семья
Отец — Иван Михайлович Карпов, мать — Акулина Тихонова.
Жена — Александра Константиновна Гнидова (? — 1933); дети:
- Виктор (1920—1948) — окончил танковое училище, в 1941 г. на фронте был ранен, после длительного лечения демобилизован, работал госавтоинспектором в Ургенче; умер от туберкулёза[9];
- Борис (1922 — 4.10.1947) — во время войны служил пулемётчиком на территории Ирана; умер от туберкулёза[9];Был художником с правом рисования вождей, закончил медицинский рабфак. Во время медосмотра услышал, как врачи на латыни между собой говорили о том, что осталась четвертушка легкого. Сошел после этого с ума и умер в течение трех месяцев.
- Георгий (1924—умер от туберкулеза позже 1968 года, так как в 1968 г. я, его двоюродный племянник, встречался с ним в селе Быково Волгоградской области, куда он приехал, будучи безнадежно больным из Нижнего Тагила, где жила его жена и дети. В с. Быково он жил в одной избе с Анной Ивановной Карповой, своей родной тетей, а моей двоюродной бабушкой. Анна Ивановна приехала в Быково из Туркмении(заведовала там ЦИКовскими дачами)практически умирать — и умерла там, так как была больна раком горла. Я,Сокол Михаил Иванович, — внук родного младшего брата Георгия Ивановича — Ивана Ивановича Карпова, погибшего на Курской дуге.
- Лидия (1925—2006) — в июне 1944 г. окончила в Ашхабаде фельдшерское отделение Харьковского военно-медицинского училища, в звании лейтенанта медицинской службы участвовала в освобождении Белоруссии, Литвы и Латвии, награждена медалью «За боевые заслуги»[9];
- Розалия (1927—2006);
- Владимир (1929—1988)[7];
- Майя (1931—1932);
- Майя (1933—1934).

С 1936 г. жена — Ольга Николаевна Золотухина (1901 — ?), секретарь-делопроизводитель института; детей не было.

## Научная деятельность
С 1923 — руководитель (на общественных началах) «Кружка изучающих историю, этнографию и археологию Туркменистана». С 1924 г. публиковал собственные историко-этнографические исследования.
В 1938—1940 гг. совместно с Ш. Батыровым составил «Русско-туркменский словарь» (около 20 тысяч слов) — вышел в свет в 1948 году тиражом 15 000 экз.
В 1940—1941 годах собирал материалы о Махтумкули.
В 1942 в Московском университете защитил кандидатскую диссертацию. С 15 октября 1942 по 15 февраля 1943 г. участвовал в этнографической экспедиции по северному Ирану.
В 1925—1947 гг. опубликовал свыше 60 научных и научно-популярных работ по этнографии и истории туркмен. В рукописном фонде Центральной научной библиотеки АН Туркменистана хранится более 160 папок с неопубликованными материалами.

### Избранные труды
- Карпов Г. И. Восстание тедженских туркмен в 1916 году : (К изучению истории крестьянск. восстаний в бывшей царск. колонии). — Ашхабад: Туркменгосиздат, 1935. — 72 с.
- Карпов Г. И. Гражданская война в Туркмении (1918—1920) : (Попул. очерк). — Ашхабад: Туркменпартиздат, 1940. — 36 с. — 15 000 экз.
- Карпов Г. И. Очерки по истории туркмен и туркменского народа. — Ашхабад: Туркменгосиздат, 1940. — 60 с. — 5000 экз.
- Карпов Г. И. Памятка советскому строителю аула и кишлака. — Полторацк-Асхабад: ЦИК ТССР, 1925. — 50 с.
- Карпов Г. И. Племенной и родовой состав туркмен. — Полторацк (Асхабад): Наркомвмутдел Туркменск. С. С. респ., 1925. — 9 с.
- Карпов Г. И., Батцер А. М. Хивинские туркмены и конец Кунгратской династии : (Матер. по истории туркмен). — Ашхабад: Туркменск. гос. изд-во, 1930. — 168 с.
- Карпов Г. И., Гриб-Синицкий Т. Н. Пособие работникам милиции и уголовного сыска, несущим службу в ауле и кишлаке. — Полторацк: НКВД Туркменресп., 1925. — 43 с.
- Карпов Г. И., Школьников Е. Туркменская ССР. — М.: Госполитиздат, 1945. — 71 с. — 25 000 экз.
- Курбанов Л., Карпов Г. И. Прошлое и настоящее туркменского народа. — Ашхабад, 1942.
- Творчество народов Туркменистана / Сост., пер. и прим. Г. И. Карпова и Н. Ф. Лебедева. — М.: Гослитиздат, 1936. — 153 с. — 5000 экз.
- Туркмения и туркмены (ист.-этногр. очерк) // Туркменоведение. — 1929. — № 10-11.
- Гиляки Мазандерана // Советская этнография. — 1946. — № 1.
- Этнографическая работа в Туркмении // Советская этнография. — 1946. — № 1.
- К истории туркмен али-эли // Советская этнография. — 1947. — № 3.

В 1934 году написал (в соавторстве с Н. В. Навроцкой и Д. В. Волжиным) комедийно-сатирическую пьесу «Кель» («Плешивый»), поставленную позднее Ашхабадским драматическим театром.

## Награды
- орден Трудового Красного Знамени Туркменской ССР
- орден «Знак Почёта»
- медаль «За трудовое отличие»
- медаль «За доблестный труд в Великой Отечественной войне 1941—1945 гг.»
- почётные грамоты Президиума Верховного Совета Туркменской ССР[13]
- Заслуженный деятель науки Туркменской ССР (1944).